# 三笑亭夢三四
三笑亭 夢三四（さんしょうてい むさし、1957年11月25日 - 1994年4月30日）は、落語芸術協会に所属していた落語家。本名∶塩谷 利次。

## 経歴
工学院大学工業化学科中退。
1978年12月、三笑亭夢楽に入門し三笑亭夢坊となる。1983年5月、三笑亭夢三四に改名して二ツ目昇進。
1991年9月に真打に昇進するも、わずか三年後の1994年4月30日に肺がんで死去。36歳没。

## 人物
- 無類の酒好きとして知られた。
- 十一代目桂文治は、夢三四から「厄払い」の稽古をつけてもらっている。歯切れのいい口調で将来を嘱望されたが若くして急逝。師匠夢楽は深い悲しみに暮れた。
- 桂伸治とは会をよく開いた。
- 没後、妹は三遊亭とん馬夫人となった[1]。とん馬とは兄弟分の間柄。
- イラストレーターのほしのちなみは夢三四の親戚にあたる。三笑亭夢丸（2代目）によると、ほしのが挿画を手がけた[2]『イチから知りたい 日本のすごい伝統文化 絵で見て楽しい！はじめての落語』（櫻庭由紀子著、すばる舎、2023年）に登場する坊主頭の落語家のキャラクターは夢三四をイメージして描いたものである[3]。

## 芸歴
- 1978年12月 - 三笑亭夢楽に入門、「夢坊」を名乗る。
- 1983年5月 - 二ツ目昇進、「夢三四」と改名。
- 1991年9月 - 真打昇進。
- 1994年 - 死去。